# Duga mračna noć
Duga mračna noć é um filme de drama croata de 2004 dirigido e escrito por Antun Vrdoljak. Foi selecionado como representante da Croácia à edição do Oscar 2005, organizada pela Academia de Artes e Ciências Cinematográficas.

## Elenco
- Goran Višnjić - Ivan Kolar - Iva
- Mustafa Nadarević - Spanac
- Ivo Gregurević - Major
- Goran Navojec - Matija Èaèiæ - Mata
- Boris Dvornik - Luka Kolar
- Tarik Filipović - Joka
- Katarina Bistrović-Darvaš - Vera Kolar
- Žarko Potočnjak - Alojz